# 풀 코트 프레스
풀 코트 프레스(Full-court press)는 농구에서 코트 전 지역에서 압박을 가해 공 소유권을 탈취하는 수비 전술이다.
국내에서는 올 코트 프레싱(All-court pressing)이라는 용어로 더 잘 알려져 있다.